# Phyllopodopsyllus briani
Phyllopodopsyllus briani is een eenoogkreeftjessoort uit de familie van de Tetragonicipitidae. De wetenschappelijke naam van de soort is voor het eerst geldig gepubliceerd in 1955 door Petkovski.